# 돌의 초상 (드라마)
《돌의 초상》은 1982년 3월 6일에 방영된 TV문학관이다.

## 줄거리
신문사 사진기자 출신으로 현재는 선배(송재호)와 함께 사진 스튜디오를 운영하는 사진작가 일태(백윤식)는 고궁으로 촬영을 나갔다가 그곳에서 이리저리 서성이는 최 노인(신구)의 모습을 보게 된다. 일태는 최 노인에게 호기심과 동정을 느껴 그를 일단 집으로 데려온다.
저녁식사만 대접하고 경찰서로 최 노인을 보내려는 일태와는 달리 일태의 아내(이경진)는 그 노인에게서 아버지의 기억을 느끼고...
김기가 감독하고 이낙훈, 한진희, 김영애 주연으로 1979년에 같은 제목으로 영화화된 작품이기도 하다.

## 출연
- 신구
- 이경진
- 백윤식
- 송재호
- 김인태
- 신종섭
- 신수강
- 김시원
- 박영목
- 홍영자
- 신소영
- 박태서
- 임성희
- 안문숙
- 김현주